# 順利邨斬首案
順利邨斬首案是2005年在香港觀塘茶寮坳順利邨發生的一宗倫常命案，67歲父親李志騰因為患有妄想症而對妻兒抱有恨意，決定謀害全家人。2005年2月2日，16歲女兒李玉屏在順利邨家中被父親斬死，他更將其頭顱割下丟棄；數小時後20歲兒子李永誠回家亦被他斬傷，之後逃之夭夭，兒子其後發現其妹妹的無頭屍體。父親躲藏2天後向警方自首，並於2006年3月在香港高等法院承認1項誤殺及蓄意傷害罪名，經診斷證實他患有妄想症，被判處無限期醫院令。

## 背景
1981年，李志騰與妻子在广东中山結婚，先後誕下1子1女，但妻兒和他長期分隔兩地。至2000年，妻兒終於獲批到香港深水埗定居，惟他卻被正在任職的茶樓解僱，一家經濟支柱落在當清潔工人的妻子身上，他只能問妻子拿零用錢，在家中負責膳食、家務，有餘錢就拿十塊八塊賭馬或買六合彩，他亦經常偕鄰里遠足下棋，鄰里形容他為人健談、生活健康和脾氣好，但問及家庭相關事情便會沉默以對。

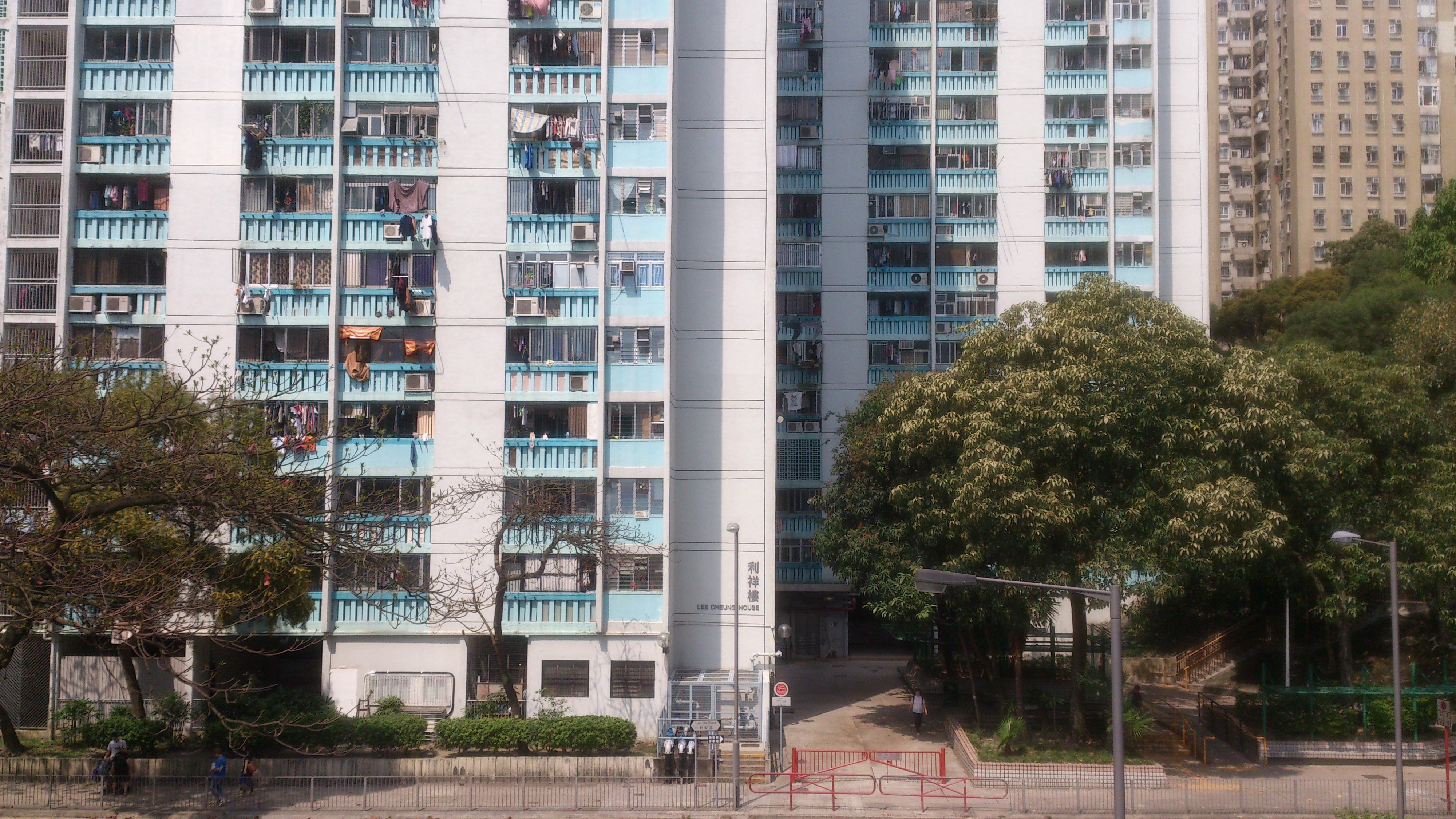
案發單位所在的利祥樓

2002年，李家舉家搬進順利邨利祥樓2014室。長子李永誠是名學生，周末會到旺角一家餐廳兼職調酒師，每月賺取1,600元幫補家計；么女李玉屏（16歲）則未修畢中三已輟學賦閒在家，但她為人甚有禮貌、和藹可親，且樣貌娟好、喜歡與鄰家小孩子們玩耍，故深得鄰居喜愛，均稱呼她「靚姐姐」。可是，李志騰在2002年中旬始自覺在家中毫無尊嚴，他認為妻子視他為蛀米蟲、子女也把他當透明，以致其性情越發暴躁，常為瑣事向妻兒大發雷霆，與女兒關係尤其欠佳，經常呼喝斥罵女兒、更不時被他打，故女兒自幼就十分憎恨他。

## 案發經過
2005年1月23日，李志騰聽見妻子致電一名內地男子後便表示要回內地一段時間，同時又拒絕與他行房，他即懷疑妻子有外遇、也覺得子女非己出、在日常也不獲家人尊重，因此他想教訓子女、挽回尊嚴，對家人殺意陡生。
2月2日早上，李志騰取走妻子留下用作繳交租金的現金，到五金店買了1把40厘米長的斧頭回家，他吃完早餐後拿出3個哈蜜瓜及1把刀放在桌上，再於中午12時許將睡夢中的女兒叫醒，隨即揮斧斬向其後腦，女兒立即躲到桌底，但他仍不罷手狂斬，女兒最終一動不動。及後他心想「女兒頑劣，要身首異處」，故把女兒拖拉進廁所，以刀子、菜刀及斧頭將頭顱連帶頸項割下，再拿報紙及塑膠袋包起，並鎮定地清洗現場部分血漬。然後，他將頭顱丟棄在利祥樓4樓的垃圾收集站內，忽然察覺自己所穿的鞋子沾有血漬且已經破舊，遂前往附近商場購買新鞋，提著鞋盒回家時，曾與鄰里相遇聊天，表現平常。
再次回到家後，李志騰伴屍2小時至下午3時許，兒子放學回家，他突然以斧頭斬向路過飯廳的兒子後腦，兒子閃避不及，本能舉起右手擋下一擊，導致額頭及右手受傷。兒子試圖爭奪斧頭糾纏並詢問發生何事，李志騰解釋因為自己打傷了小混混而需要錢潛逃，兒子遂拿出錢包，並着他先讓自己止血，他冷靜下來遞上藥油，兒子乘機逃進廚房鎖門止血。3時45分，兒子從廚房出來，發現李志騰已取走他錢包內的2,000元離家，他繼而打開廁所門，驚見妹妹躺在地上，身穿汗衫、毛衣及睡褲，上衣拉至胸部以上位置，但頭顱失去，他大驚下即時報警。救護員及警員登門，均被場景嚇呆，同時將兒子送往聯合醫院治療，並立即通缉逃走的李志騰；警員在現場檢獲犯案用的染血斧頭、2把鋒利刀子及在床底尋回女兒的數截斷指。法醫為女兒驗屍，發現她的前頸位置遭刀刃多次斬劈，左手臂骨折，身體有多處刀傷及瘀傷。

### 自首
李志騰逃離現場後，漫無目的地遊走到深水埗，由於他從前和妻兒曾居於該處，留有深厚感情，他去了舊居及女兒母校附近徘徊，再到樂群街公園露宿。想了2天，他決定自首，2月4日早上7時12分，他到旺角警署報案室投案，他接受警方盤問時表現冷靜、思路清晰、對答自如且很有禮貌；期間他表示已把女兒頭顱當成垃圾棄在順利邨的垃圾桶，警方遂追查垃圾處理紀錄，相信頭顱連同其他垃圾被運到新界東北堆填區，隨即展開數次大規模搜索行動，每次各搜查了19噸垃圾，惟仍然無法尋獲頭顱。

## 審訊
2005年2月7日、4月4日、5月17日及6月24日，案件在觀塘裁判法院提訊。被告李志騰被控告1項謀殺及蓄意傷害罪名，控罪指李志騰用斧頭把女兒李玉屏斬死並將其頭顱割下，不久又斬傷兒子李永誠，最後他攜同女兒頭顱及兒子2,000元現金逃離現場。（聆訊案件編號：KCCC 1025/2005）
2006年2月28日，案件在香港高等法院開審。李志騰原本被控謀殺罪，但他自稱「神經錯亂」，獲控方接納改為1項誤殺及蓄意傷害罪名。（案件編號：HCCC 171/2005）

### 案情整合
控方歸納的案情透露，2002年中旬開始，李志騰性情突變，經常為小事和子女吵架，認為是子女不聽話，亦指摘家人不尊重他；2005年1月尾，其妻子與一名內地男子通電話後，他便懷疑妻子有外遇，更覺得子女非己出，於是萌生殺害妻兒的念頭。
案發當天（2月2日）早上，李志騰取走妻子留下用作繳交租金的現金，到一家五金店買了1把40厘米長的斧頭，計劃殺光全家上下。中午12時回到家，他喚醒熟睡的女兒，隨即揮斧破開其後腦，他形容自己當時滿腔憤怒，看到會動的地方就下手，直至女兒奄奄一息。然後，他把女兒拖進廁所，以刀子、菜刀及斧頭將頭顱割下，因他認為女兒「年紀輕輕就這麼頑劣，要身首異處」，他以報紙及塑膠袋將頭顱包起，丟棄在利祥樓4樓的垃圾收集站內，再下樓買新鞋子。
買完鞋回家後，李志騰一邊伴女兒屍，一邊部署殺害兒子和妻子。下午3時兒子放學回家，路過飯廳時突然被他以斧頭袭击後腦，兒子舉起右手擋下一擊，導致右手留下8厘米長的傷口、手指及額頭受傷，立即問：「發生什麼事？」並試圖搶奪斧頭與之糾纏，一開始李志騰面目猙獰沒有回答兒子，良久他大聲解釋因為自己殺了小混混而需要跑路費潛逃，兒子遂拿出錢包，並說：「為何不讓我先止血呢？」，他聞言冷靜下來遞上藥油，兒子乘機逃進廚房鎖門止血。一段時間後，兒子察覺李志騰已離開現場而從廚房出來，發現李志騰已掏空他錢包內2,000元逃走，他繼而打開廁所門，驚見妹妹躺在地上成了一具無頭屍體，他驚慌下報警。而李志騰於案發後2天（2月4日）到旺角警署自首。惟女兒的頭顱已無法尋獲。

### 精神心理報告
李志騰的精神科報告指出，他十分清醒，清楚自己在做甚麼，但由於患有妄想性精神紊亂症而使原本沉默多疑的性格變得極端，加上與家人缺乏溝通，同時又陷入失業及經濟困境，且缺乏情緒紓緩渠道，引發妒忌及有暴力傾向，故作出失常行為而犯案。此外，他被捕後還押時一直拒絕接受精神治療，更將對家人的妄想怨恨轉移至小欖精神病治療中心的院友身上，對院友產生殺人念頭。

## 判決
2006年3月15日，主審法官倫明高作出判刑。精神科專家直言李志騰具有潛伏的極端暴力傾向，只能定期住院。
倫明高接納專家意見，認同李志騰應該入院治療，故判處被告李志騰到小欖精神病治療中心接受無限期醫院令。

## 案件延展

### 鬧鬼傳聞
案發後，有利祥樓居民聲稱在升降機內遇見貌似死者的少女，令部分人認為是死者陰魂不散。

### 改編作品
此案件被改編成2006年亞洲電視劇集《香港奇案實錄》的「屋村狂父斬頭」單元。

## 注解
1. ↑  意思為：漂亮姐姐